# Македономахи
Македономахи  (греч. Μακεδονομάχοι – борцы/бойцы за Македонию), от греческих слов Македония (греч. Μακεδονία) и Махи (греч. Μάχη – сражение) — термин употребляемый в греческой историографии и литературе главным образом в отношении участников Борьбы за Македонию периода 1904 – 1908 годов. 
В болгарской историографии (в дальнейшем и в историографии Северной Македонии) греческому термину македономахи соответствует болгарский описательный термин/определение «деятели греческой вооружённой пропаганды в Македонии» (Дейци на гръцката въоръжена пропаганда в Македония).

## Термин
Термин образован греческими словами Македония и Махи (сражение) и означает боец/борец за Македонию. 
Греческий лингвист Георгиос Бабиниотис формулирует термин «Македономахос» (в единственном числе) как «любой (человек) принявший участие в борьбе за освобождение Македонии». 
Хотя сегодня иногда наблюдаются попытки задним числом применить этот термин к стратегам периода Византийской империи отражавшим нашествия гуннов, печенегов (Георгий Палеолог), но главным образам болгар, на территории византийской Македонии (Никифор Ксифий, Константин Диоген, Ефстафий Дафномил, Григорий Таронит, Феофилакт Вотаниат, Никифор Уран), а также к борцам за освобождение Македонии периода Освободительной войны Греции (1821 – 1829) и борцам за воссоединение Македонии с Греческим королевством второй половины XIX века, термин македономахи ассоциируется главным образом с участниками Борьбы за Македонию периода 1904 – 1908 годов. 

## Первые македономахи
Изначальные ирредентистские греческие планы в отношении Македонии ставили целью «освобождение братьев» и воссоединение Македонии, остававшейся вне пределов возрождённой страны, с Греческим королевством. 
Попытка освободить Македонию негласной войной против Османской империи, используя иррегулярные отряды в в годы Крымской войны (1853 – 1854), как и действия последующих двух десятилетий не имели успеха. 
С 1870 года в османской Македонии у Греции появился ещё один соперник. Султанским указом был создан Болгарский экзархат, который при поддержке турок приступил к установлению контроля над епископиями Македонии. Угроза греческим интересам в Македонии стала реальной после Русско-турецкой войны 1877-78 годов. 
Сан-Стефанский мир игнорировал греческие интересы, предусматривал создание «Великой Болгарии», «которая», согласно английскому историку Дакину, «сама не приложила особых усилий, для получения своей свободы»:205. «Великая Болгария» включала в себя греческие, с точки зрения греков, города Македонии и Западного Причерноморья. Идеалы панславизма той эпохи поэтически говорили о том что «От скал Афона вплоть до поморян ………… раскинулись владения славян».
Сан-Стефанский мир не включал сами скалы Афона в новое славяноязычное государство:277, но греческое население остальных областей Македонии, жаждущее воссоединения с Грецией пришло в движение:156.
Восстание, именуемое в греческой историографии «Македонская революция 1878 года» имело два основных центра: Пиерия (см. Пиерийское восстание) и Западную Македонию, где 18 февраля было сформировано «Временное правительство Македонии-Епархия Элимия» (номы Козани и Кастория), возглавляемое И.Лиатисом и А. Пихеоном. В своей прокламации правительство провозглашало «перед богом и людьми, воссоединение родины Александра Македонского с матерью Грецией» :162.
Военные действия шли с успехом для повстанцев до августа 1878 года:204:163.
Одним из самых успешных военачальников греков македонян был Афанасиос Бруфас. А. Пихеон, которого историография именует как одного из первых македономахов писал о деятельности Бруфаса и Каранаумиса: 

Деятельность этих двух военачальников была долговременной, распространилась во многие регионы Западной Македонии и привела к устрашению и успокоению многих беев, усложнила, или совсем прекратила разбойничьи набеги турко-албанцев, усложнила, или прекратила, деятельность агентов болгарской и румынской пропаганды, придавая смелость грекам Македонии и надежды на будущее освобождение
.
В апреле, при посредничестве Англии, было подписано перемирие. 
После Берлинского конгресса (июнь 1878), Греция ожидала от осман приграничных территориальных уступок и не стала рисковать, возобновляя военные действия:209. Восстания в Пиерии и Западной Македонии усилили позицию Греции на конгрессе. Ревизия Сан-Стефанского мира была обговорена секретным англо-русским соглашением от 18 (30) апреля 1878 года:278. Греческая дипломатия, избегая максималистских требований, ставила целью получить Крит и территории в Эпире, Фессалии. Что касается Македонии, основной задачей было не допустить её включение в состав нового болгарского государства, что совпадало с позицией других европейских государств:207.
Ревизия Сан-Стефанского мира оставила вопрос о будущем Македонии открытым:164.

## Македономахи последнего десятилетия XIX века
В 1885 году Болгария аннексировала Восточную Румелию. Это событие и последовавшая ассимиляционная политика по отношению к греческому населению Восточной Румелии и Причерноморья вызвали возмущение в Греции. Но никаких действий греческого правительства не последовало.
Однако когда четники Сарафова в июле 1895 года заняли Мелник, «самый значительный греческий центр на севере восточной Македонии», стало очевидно, что греческие интересы вновь сталкиваются с болгарскими претензиями в Македонии.
Поскольку правительство Греции не принимало решительных шагов после аннексии Восточной Румелии, весной 1894 года в Афинах, младшими офицерами армии, было создано тайное Национальное общество (греч. «Εθνική Εταιρεία»). Целью общества было «возрождение национального духа». Летом 1896 года «Общество» отправило в Македонию 6 отрядов, действовавших не столько против турок, сколько с целью «протеста против болгарских претензий» в Македонии. Самым известным из призванных «Обществом» македонских военачальников был Бруфас, который высадился на побережье Пиерии в июле. Внимание Греции было приковано к восстанию на Крите и целью отрядов Бруфаса и других военачальников, было вселить уверенность греческому населению и подчеркнуть интерес эллинизма к подвергавшимся угрозе соплеменникам Македонии. Демонстрируя греческое присутствие в Македонии, Бруфас дал успешный бой с турками на склонах Вермиона, после чего направился к Морихово (Мариово). В новом бою Бруфас был ранен. Преданный болгарами, Бруфас был окружён турками в селе Тикфес, где он остался на лечение, и был убит в бою.
Английский историк Д. Дакин считает Бруфаса и его отряд самыми известными в тот период в Македонии:230. 
«Герой Бруфас», как его именует К. Мазаракис:47, упоминается как первый погибший македономах. 
Части отряда Бруфаса и других разбитых отрядов, под командованием местных командиров, направились в другие регионы Центральной и Западной Македонии. Последовала их совместная прокламация из региона Преспа (озеро), 15 августа 1896 года, в которой командиры заявляли: «Мы, будучи эллинами, желаем видеть Македонию греческой и боремся за это» (греч. «Ημείς, Έλληνες όντες, ελληνικήν την Μακεδονίαν θέλομεν και προς τούτο αγωνιζόμεθα»).
Действия Бруфаса и других военачальников подтвердили греческое присутствие в Македонии до Железных Ворот (Демир Капу). Это присутствие было отмечено в докладах европейских консулов, которые также отметили безупречное отношение повстанцев по отношению ко всем христианам Македонии:186.

## Македономахи в «Третьей освободительной войне Греции»
Английский историк Д. Дакин именует события в османской Македонии в начале XX века «Третьей освободительной войной Греции» (после Освободительной войны 1821-29 годов и Критских восстаний второй половины XIX века):242.
Характеризуя македономахов начала XX века описательным термином «Деятели греческой военной пропаганды», болгарская историография делает акцент на греко-болгарском противостоянии в Македонии, в котором военная составляющая деятельности македономахов была направлена не только и не столько против турок, сколько в поддержку борьбы за умы и сердца христианского населения, включая славяно- и болгароязычное, главным образом в церковной и образовательной сферах. Греческие учителя и священники были в числе жертв деятельности болгарских чет. 
Греческая историография также делает акцент на том, что на этом этапе не стоял вопрос о воссоединении Македонии с Грецией и что главной целью македономахов была поддержка местного населения против попытки «болгаризации» Македонии и сохранение греческого присутствия с вытекающими отсюда правами на будущее, до окончательного разрешения македонского вопроса. 
Поскольку в результате деятельности македономахов значительная часть славяноязычного населения сохранила верность Константинопольскому патриархату, болгарская пропаганда использовала для характеристики этой части славяноязычного населения неологизм «грекомане» (болг. Гъркомани). 
Учитывая то, что в ряды македономахов вступали местные коренные греки македоняне и греко/латиноязычные аромуны, в то время как разноязычное мусульманское, албанское и еврейское население языковой и конфессиональной чересполосицы Македонии сохраняло лояльность османским властям, вступление представителей славяноязычного населения в больших числах в ряды македономахов заметно отличало греческое выступление начала XX века от всех греческих восстаний XIX века в османской Македонии. 

### Священники македономахи
В 1900 году Патриарх Константин V назначил митрополитом в Касторийскую митрополию Западной Македонии Германа (Каравангелиса). Митрополит Герман застал на месте обстановку засилья и террора вооружённых сторонников Болгарского экзархата, при попустительстве и поощрении турецких властей, против сторонников Патриархата. Греческие священники и учителя, после ряда убийств, покидали сёла, многие церкви были закрыты и, Герман, чтобы провести службу в одной из них собственноручно взломал двери топором:77.
Не найдя поддержки в греческом консульстве Монастира (Битола), Герман решил обратиться к местным силам и ответить болгарам такой же тактикой и приступил к созданию греческих отрядов самообороны:52.
За ним последовали другие иерархи и борьба за Македонию приобрела массовый характер. Именно Герман сумел привлечь к этой борьбе и сторонников патриархии из славяноязычного меньшинства, самым известным из которых стал капитан Коттас:193. 
В этой борьбе всех против всех митрополит Герман, как и болгары, не гнушался сотрудничеством с турками:247. В результате часть сёл, прежде находившихся в духовном подчинении Болгарского экзархата, вернулись под омофор Константинопольского Патриарха.
Греческое духовенство возглавляемое Германом было одной из составляющих этого вооружённого противостояния, в результате чего митрополит стал самым большим врагом болгарского Комитета. Но Герман нажил и других врагов. Так по ошибке, вместо него, был убит митрополит Корчи Фотий (Калпидис), скорее всего албанцами:78.
В период 1900—1907 разрушения приняли большие масштабы. Герман воодушевил и благословил офицера греческой армии Вардаса на возмездие за болгарские зверства, учинив такую же резню в селе Горицани, о которой Герман пишет в своих мемуарах.
Занятый борьбой против болгар, Герман не скрывал своей конечной цели как следует из его заявления:
«Наша игра с турками — временная. Придёт день когда Эллинизм заявит о своих правах, но сегодня первоочерёдной задачей является разгром болгар».
Борьба за Македонию была свёрнута после младотурецкой революции, поскольку у христианского населения появилась надежда на лучшую жизнь в реформированной империи, с гражданским равноправием. То что регион сохранил свой греческий характер до своего освобождения, во многом заслуга митрополита Герман.
Многие священники македономахи, такие как “поп – Дракос” (Хрисомаллидис, Хрисостом), которому Антигона Беллу-Трепсиаду посвятила 16 страниц в своей работе «Образы Македономахов»:179, Циангас, Пасхалис и др., приняли участие в Борьбе за Македонию с оружием в руках и командовали отрядами.

### Македономахи представители коренного населения
Коренные греки македоняне были у истоков движения македономахов, и многие из них, такие как Афанасиос Бруфас на военном поприще и Анастасиос Пихеон на революционном-политическом, именуются македономахами задолго до событий начала XX века, которые ассоциируются с этим термином. 
Участие македонян в движении было естественной реакцией на попытку болгаризации Македонии, что создавало угрозу их идентитету и стремлению к воссоединению с Грецией, выраженному в ходе ряда греческих восстаний в Македонии в XIX веке. 
Учитывая более высокий образовательный уровень, по сравнению с другими группами населения Македонии, и их концентрацию в городских центрах, греки македоняне, наряду с дипломатическими работниками Греческого королевства в Салониках и Монастире, были ядром руководства движения и его организационного и агентурного секторов. 
В число местных грекоязычных македономахов включаются и представители греко-латиноязычного влашского населения, которые в большей своей части отождествляли себя с греческой нацией и Грецией. Французский эллинист Виктор Берар, в своей работе «Турция и эллинизм. Путешествие в Македонию» писал в конце XIX века, что «влахи Македонии являются частью греческой общины»:299.
Исключением являлась небольшая часть валашского населения подверженная румынской пропаганде и ещё меньшая часть подверженная болгарской пропаганде.
Атмосферу и фанатизм той эпохи передаёт выдержка из клятвы местных македономахов: 

« Клянусь именем Святой Троицы что буду хранить тайну. Что буду бороться всей моей душой и сердцем чтобы истребить болгарских злодеев, дабы обеспечить свободу моего Отечества, Македонии. Врагам моего Отечества не выдам ничего, даже если мне приставят нож к горлу. Если я нарушу свою клятву, пусть Бог накажет меня и освободители моего Отечества расчленят меня и грех падёт на меня.»

### Македономахи добровольцы из Греческого королевства
В феврале 1904 года в Македонию были посланы офицеры Александрос Кондулис, Анастасиос Папулас, Георгиос Колокотронис и Павлос Мелас, с задачей разведать обстановку на месте:61.
Группа наладила контакты с местным населением и македономахами, такими как Христу, Константинос, П.Киру и Пирзас, Николаос. По возвращении в Греческое королевство, группа подготовила доклад греческому правительству об организации политической и вооружённой борьбы в Македонии. Колокотронис и Мелас вернулись в Македонию, где последний погиб в бою с турками в конце 1904 года:257.
Современный болгарский историк Г. Даскалов пишет, что в своём докладе Кондулис и Мелас заявляли, что в Македонии имеются условия для военной пропаганды. Папулас и Колокотронис были более сдержанными, считая ситуацию неблагоприятной и что позиции болгар в Македонии будет трудно поколебать. Правительство и генеральный штаб приняли доклад Кондулиса и Меласа, что положило начало греческой вооружённой борьбе за Македонию. 
Согласно информации из Македонии, македоняне не только не располагали офицерами, но и число людей имеющих боевой опыт и просто навыки обращения с оружием было ограниченным. 
Проблему с военными кадрами были призваны разрешить добровольцы из Греческого королевства. 
Поскольку события разворачивались на османской территории и во избежание дипломатических осложнений, молодые добровольцы офицеры временно уходили из армии и по прибытии в Македонию выбирали себе псевдонимы. 
Недобор рядового состава и младших офицерских чинов из числа македонян, восполнялся добровольцами со всей Греции, но заметная часть добровольцев происходила с полуострова Мани и острова Крит, поскольку ни маниаты ни критяне никогда не расстаются с оружием, тем более что критяне только что вышли из своего последнего восстания против осман и имели боевой опыт. 
Хотя движение македономахов не имело официальной правительственной поддержки, приток добровольцев в Македонию из Греческого королевства непрерывно рос, в особенности после обнародования известия о героической смерти Павлоса Меласа

### Македономахи из славяноязычного населения
Повсеместное и в больших числах вступление представителей славяно-болгарского населения в македономахи, дифференцирует период 1904-1908 годов от всех предыдущих греческих восстаний в Македонии. Число славяноязычных македономахов было не просто большим, они составили значительную часть македономахов, что признаёт и болгарская историография.
Это было большим успехом греческой пропаганды, а также деятельности церкви и греческих школ.
Большинство славяноязычных македономахов, были до того гайдуками либо участниками имевшего «безусловно болгарский характер», по выражению К. Вакалопулоса:186 Илинденского восстания (1903), которые однако не были согласны с организованным насилием направленным против их греческих земляков с целью их болгаризации.
Лучшим образом это характеризует участник Илинденского восстания Зоис, Антониос, который в конце 1903 года, за несколько месяцев до своего вступления в македономахи, заявил руководству болгарского комитета:

«Я пришел сюда воевать с турками, а не обращать насильно других христиан в болгар.»

Сражаясь плечом к плечу с греками против турок, экзархистов и болгарских четников, славяноязычные македономахи стали отождествлять себя с Грецией.
Эта трансформация объясняет тот факт, что “капитан Коттас” (Христу, Константинос) взятый в плен турками, при расстреле выкрикнул перед смертью на его родном славянском диалекте южной Преспы: «Живя Грция. Слобода или смрт».
Согласно современному историку Константину Вакалопулосу, “капитан Коттас” «безусловно был пионером греческим бойцом, который господствовал на сцене новейшей македонской истории на стыке двух веков»:192.

## Категоризация македономахов согласно Константина Мазаракиса
Младший лейтенант Мазаракис-Эниан, Константинос был в числе офицеров добровольцев из Греческого королевства и командовал отрядами македономахов.
Приняв в дальнейшем участие в Балканских войнах, Первой мировой войне и Малоазийском походе греческой армии, Мазаракис ушёл в отставку в 1926 году в звании генерал-лейтенанта.
В 1937 году, в Афинах, он издал исторический труд-мемуары, под заголовком «Македонская борьба», важный источник историографии этого периода.
В своей книге Мазаракис приложил поимённые списки видных македономахов с их настоящими фамилиями и псевдонимами, разбив списки по секторам следующим образом:103: 
I Вооружённая борьба 
- I.1 - Офицеры организаторы и командиры отрядов: 5 имён
- I.2 - Oфицеры командиры отрядов: 39 имён
- I.3 – Унтерофицеры командиры отрядов: 8 имён
- I.4 - Частные лица командиры отрядов: 14 имён
- I.5 - Иррегулярные военачальники I ранга: 41 имён
- I.6 - Иррегулярные военачальники II ранга: (только число) 68 человек)
- I.7 - Командиры групп: (только число) 206 человек
- I.8 - Рядовые бойцы: (только число) 1197 человек

II Организационная борьба 
- II.1 - Работники консульств и представители Центрального комитета в Македонии: 6 имён
- II.2 - Члены Центрального комитета в Афинах: 12 имён
- II.3 – Офицеры агенты/организаторы в Македонии: 13 имён
- II.4 – Организаторы представители Комитета: 8 имён
- II.5 – Агенты I ранга: 65 имён
- II.6 – Агенты II ранга: 48 имён
- II.7 – Субагенты I ранга: (только число) 187 человек
- II.8 – Субагенты II ранга: (только число) 314 человек
- II.9 – Субагенты III ранга: (только число) 1212 человек

## Память
После Младотурецкой революции (1908), противоборствующие стороны свернули свою деятельность в Македонии. 
Согласно Константину Вакалопулосу, вооружённый этап 1904-1908 годов завершился благоприятно для греческих интересов благодаря коллективной поддержке греческого населения Македонии и отличнымы военнымы кадрами. Кроме превосходства на поле боя, греки удержали свои позиции в церковной сфере и обеспечили превосходство в сфере образования, в особенности в самых больших греческих городских центрах Македонии, каковыми были Салоники, Монастир и Серре:205. 
Через 5 лет Македония была освобождена греческой армией в ходе Первой Балканской войны (1912-1913) против турок и Второй Балканской войны (1913) против болгар. 
Согласно К. Вакалопулосу, Бухарестский мирный договор (1913), который был результатом Второй Балканской войны, по существу разрешил македонский вопрос:216. 
Память македономахов сохранивших Македонию для Греции до начала Балканских войн чтят как в самой Македонии, так и в других регионах Греции. В городах и сёлах страны тысячи улиц носят имена македономахов. Каждый уголок страны, если он является Родиной македономаха, гордится своим уроженцем. 
Македономахи стали героями литературных произведений, самым известным из которых стал изданный в 1937 году исторический роман «Тайны болота» (греч. Τα μυστικά του βάλτου) писательницы Пенелопы Дельта и где одними из главных героев стали “капитан Аграс” (Агапинос, Сарантос) и “капитан Никифорос” (Деместихас, Иоаннис).
Почти одновременно с событиями появились народные песни воспевающие македономахов. В одной из этих песен появившейся на полуострове Мани, в которой маниаты воспевали своего земляка - македономаха, того же “капитана Никифороса”, есть такие строки: 

туда, где кровью нашею политы вехи

 наш флаг несут новые македономахи